# Great Trossachs Path

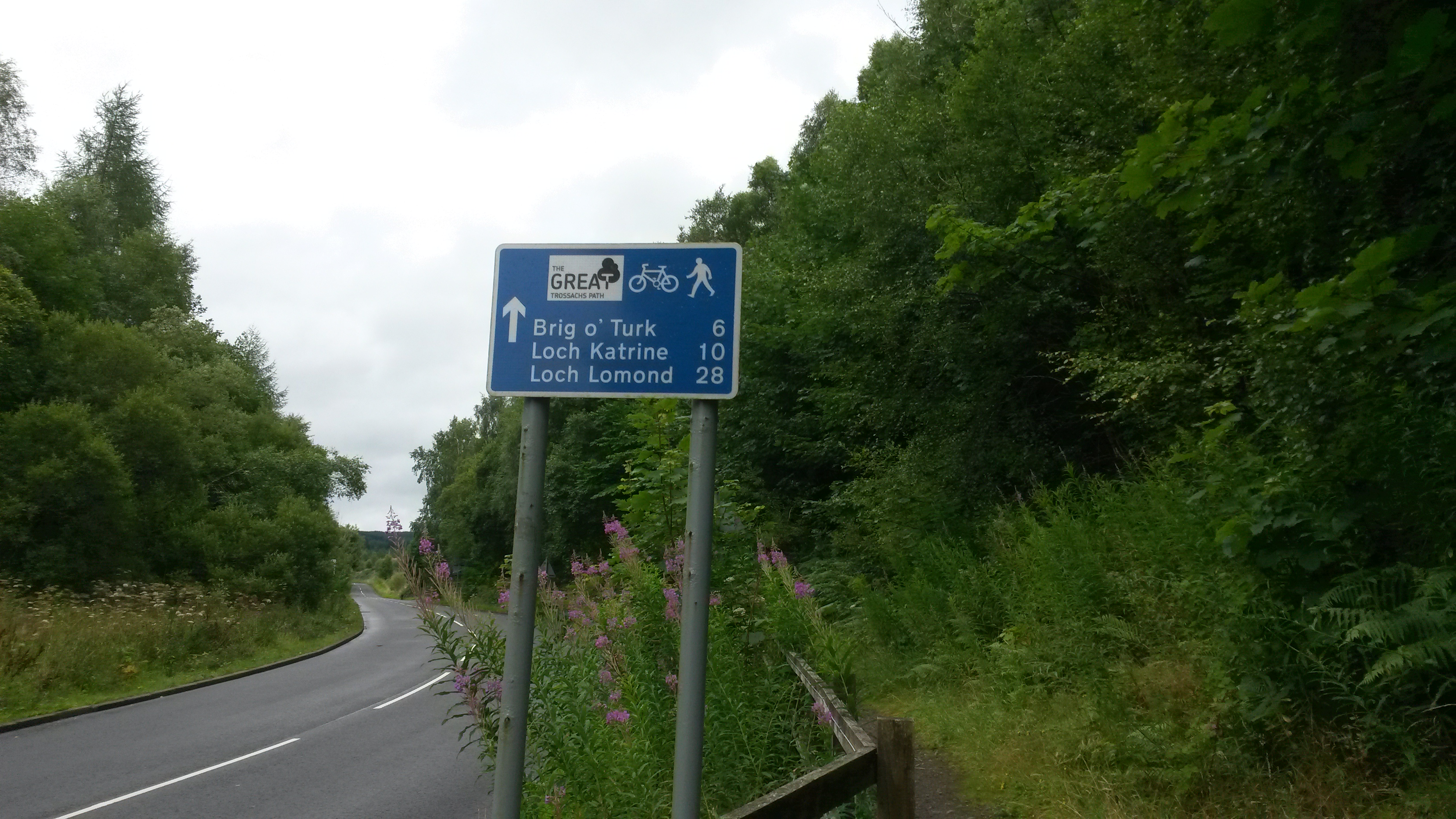

Het Great Trossachs Path is een langeafstandswandelpad (Great Trail) in Nationaal park Loch Lomond en de Trossachs in Schotland. Het pad werd geopend in 2015, is 48 kilometer lang en loopt van Callander tot Inversnaid.